# تياغو لوبيز (لاعب كرة قدم)
تياغو لوبيز هو لاعب كرة قدم برتغالي في مركز الدفاع، ولد في 4 يناير 1989 في فيلا نوا دغايا في البرتغال. لعب مع سي إف آر كلوج وكايسري سبور ونادي تونديلا.

## وصلات خارجية
- تياغو لوبيز (لاعب كرة قدم) على موقع اتحاد تركيا (لاعب) (الإنجليزية)
- تياغو لوبيز (لاعب كرة قدم) على موقع قاعدة بيانات كرة القدم.إي يو (الإنجليزية)
- تياغو لوبيز (لاعب كرة قدم) على موقع Soccerway.com (الإنجليزية)
- تياغو لوبيز (لاعب كرة قدم) على موقع عالم كرة القدم.نت (الإنجليزية)